# Jacques-Louis-David de Seguin des Hons
Jacques-Louis-David de Séguin des Hons est un ecclésiastique français, né à Castres le 30 octobre 1760, et mort à Troyes le 31 août 1843.

## Biographie
Il est élève du collège de Sorèze entre 1770 et 1778, puis étudie au collège Sainte-Barbe, à Paris, avant d'entrer dans les ordres à 22 ans. Il est licencié en théologie à la Sorbonne en 1786 et on lui confère la prêtrise.
Il est vicaire de l'évêque d'Agen en 1789. Pendant la Révolution française, il émigre en Espagne où il vit auprès de Louis-Apollinaire de La Tour du Pin-Montauban, à l'abbaye de Montserrat.
En revenant en France, il occupe une petite cure à Cadix, dans le Tarn, puis à Saint-Pons-de-Thomières, en Hérault. En 1819, il est nommé vicaire général de Nicolas-Marie Fournier de La Contamine, évêque de Montpellier. Il devient ensuite vicaire général auprès de l'archevêque d'Albi. Il y demeure jusqu'à sa nomination comme évêque de Troyes, en 1825. Il reçoit la consécration épiscopale le 26 février 1826 des mains de Denis Frayssinous dans l'église de la Sorbonne.
Il installe en 1831 le petit séminaire, crée en 1833 l'œuvre des Messes post orbitum pour les prêtres défunts et rétablit en 1837 les Conférences ecclésiastiques.
Six ans après sa nomination à l'évêché de Troyes, on lui propose le siège d'Avignon, mais « par modestie », il refuse ce poste d'archevêque, en déclarant vouloir demeurer fidèle à son diocèse.
Il meurt des suites d'une maladie le 31 août 1843. Il est inhumé dans la chapelle Saint-Pie et Saint-Apollinaire de la cathédrale Saint-Pierre-et-Saint-Paul de Troyes.

## Armes
D'azur à trois pals d'or, au chef d'argent chargé d'un lion léopardé de sable.